# Lucio Sergio Fidenas
Lucio Sergio Fidenas  fue un político y militar romano del siglo V a. C. perteneciente a la gens Sergia. En opinión de Tito Livio consiguió su cognomen en la guerra que libró contra los fidenates, aunque no lo menciona a él en dicha guerra.

## Familia
Sergio fue miembro de los Sergios Fidenates, la más antigua familia patricia de la gens Sergia.

## Carrera pública
Fue cónsul por primera vez en el año 437 a. C., año en que los romanos entraron en guerra con los veyentes y fidenates por la ejecución de los embajadores enviados ante el rey Tolumnio. Se enfrentó y venció a este rey a orillas del Anio, aunque los romanos tuvieron numerosas bajas.
En el año 433 a. C. fue elegido uno de los tribunos consulares, cuando una epidemia causó una gran mortandad en Roma. Cuatro años después, obtiene su segundo consulado, en un año marcado por la ausencia de hechos destacados.
Ocupó el tribunado consular por segunda vez en el año 424 a. C. La paz exterior y la ausencia de agitaciones internas caracterizaron el desarrollo de aquel año. Junto con sus compañeros, organizó unos fastuosos juegos para celebrar la victoria sobre Fidenas de dos años antes.
Su último cargo público fue un tercer tribunado consular en el año 418 a. C. Unos embajadores de Tusculum se presentaron ante él y sus colegas anunciando que los labicanos y los ecuos habían saqueado su territorio e instalado un campamento en el monte Álgido. El Senado declaró la guerra a los labicanos. La rivalidad por el mando estalló entre Sergio y su colega Marco Papirio Mugilano —debida en parte a un desprecio mutuo— que fue resuelta por los legados estableciendo que tendrían la dirección en días alternos. Cuando tuvo el mando, Sergio lanzó un ataque desde una posición desfavorable sobre el campamento de los ecuos que acabó en desastre y fue seguido de un contraataque que llevó a los romanos a abandonar su propio campamento al día siguiente.